# Chrysoleon punctatus
Chrysoleon punctatus är en insektsart som beskrevs av Banks 1910. Chrysoleon punctatus ingår i släktet Chrysoleon och familjen myrlejonsländor. Inga underarter finns listade i Catalogue of Life.